# Marbach an der Donau
Marbach an der Donau – gmina targowa w Austrii, w kraju związkowym Dolna Austria, w powiecie Melk. Według spisu przeprowadzonego przez Austriacki Urząd Statystyczny 1 stycznia 2014 roku liczyła 1 667 mieszkańców.